# Black Socialists in America
Black Socialists in America (BSA), em português:  Socialistas Negros na América, é um grupo político socialista americano que se organiza predominantemente entre a classe trabalhadora negra e cujo objetivo declarado é criar uma plataforma e rede nacional para aqueles que se identificam como socialistas negros americanos.
Desde a sua fundação, o grupo tem trabalhado em iniciativas de base com organizações em todo o país, recebeu cobertura da mídia nacional e o endosso do filósofo Noam Chomsky.
O grupo também organizou uma série de painéis públicos e discussões sobre a era dos direitos civis e líderes negros radicais como Jamal Joseph. Membros do grupo agindo em nome da organização também foram representados em uma série de outras palestras ou entrevistas feitas por personalidades como o economista Richard D. Wolff, e redes de televisão como a Free Speech TV.
Black Socialists in America está registrado no IRS como uma organização do tipo 501 (c) 3 dedutível de impostos sob o nome Black Socialists of America Inc.